# Benz & Cie.

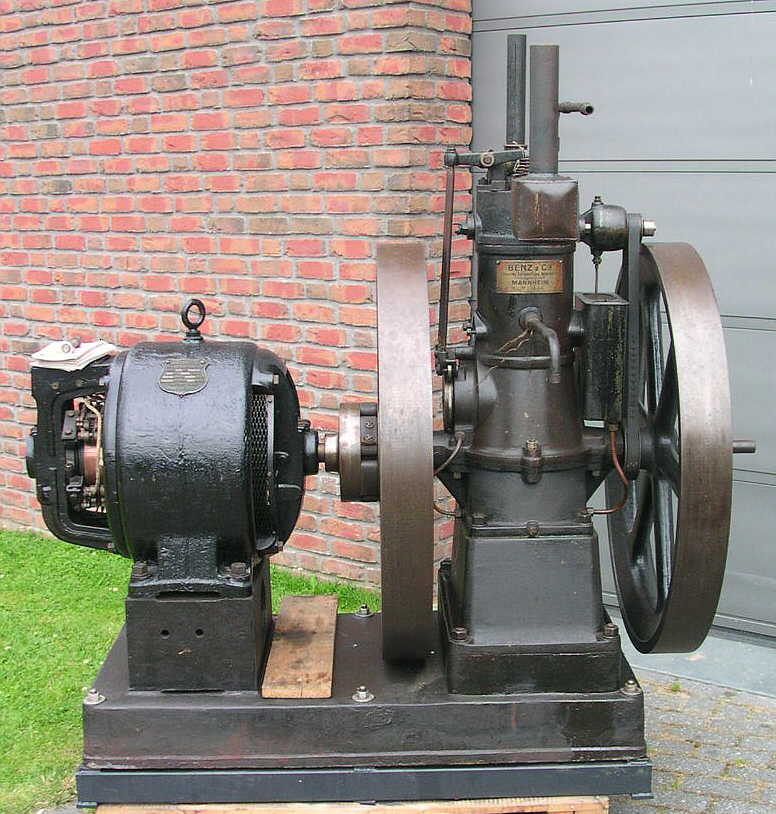
Stacjonarny silnik Benza

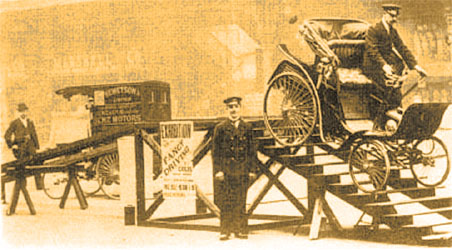
Prezentacja modelu Velo w Londynie (1888)

Benz & Cie. Rheinische Gasmotorenfabrik in Mannheim – niemieckie przedsiębiorstwo zajmujące się produkcją samochodów z siedzibą w Mannheim założone przez Carla Benza; fabryki w Waldhofie – dzielnicy Mannheim oraz w Gaggenau.

## Historia
Od 1879 roku inżynier Karl Benz w założonym przez siebie przedsiębiorstwie Mannheimer Gasmotorenfabrik produkował własnej konstrukcji stacjonarne dwusuwowe silniki zasilane gazem.
Cztery lata później wraz z kupcami Maxem Rose i Friedrichem Wilhelmem Eßlingerem założył spółkę Benz & Cie. Rheinische Gasmotorenfabrik in Mannheim. W przeciągu 4 miesięcy udaje im się sprzedać 800 stacjonarnych silników.
Rok 1886 był przełomowy, Karl Benz uzyskał patent na swój trójkołowy automobil nazwany później Benz Patent-Motorwagen Nummer 1. Tym samym Benz & Cie. stała się pierwszym niemieckim producentem samochodów. Przedsiębiorstwo prężnie się rozwijało. W roku 1896 Benz opatentował silnik bokser. Od 1893 roku budowano także pojazdy czterokołowe (m.in. innowacyjny Benz Victoria oraz tańszy Benz Velo). Do końca stulecia sprzedano 1709 egzemplarzy różnych pojazdów.
W roku 1899 przedsiębiorstwo Benz & Cie. stało się spółką akcyjną Benz & Cie. Rheinische Gasmotorenfabrik AG in Mannheim. Udziałowcami stali się Karl Benz oraz Julius Ganß.
Szybki rozwój, a co za tym idzie dobra sytuacja finansowa, skłoniła spółkę do wykupienia w 1908 roku kontrolnego pakietu akcji Süddeutsche Automobilfabrik GmbH z Gaggenau. Trzy lata później fabryka została w całości uzależniona od spółki Benz & Cie. Na potrzeby spółki powstała także nowa fabryka w dzielnicy Mannheim – Waldhofie.
W roku 1909 powstał sportowy pojazd Blitzen-Benz, którym dwa lata później ustanowiono rekord prędkości na lądzie – 228,1 km/h. Wyczyn ten pobito dopiero po trzynastu latach, w roku 1924.
Od roku 1911 spółka funkcjonowała pod firmą Benz & Cie., Rheinische Automobil- und Motorenfabrik AG.
W czasie I wojny światowej profil produkcji uległ wyraźnej zmianie. Produkcję dostosowano do potrzeb armii. Wytwarzano głównie samochody ciężarowe i silniki lotnicze. Po wojnie całą gospodarkę niemiecką ogarnął chaos. Spółka pogrążyła się w kryzysie. Aby wzmocnić swoją pozycję, 28 czerwca 1926 roku Benz & Cie. połączyła się ze stuttgarckim przedsiębiorstwem Daimler-Motoren-Gesellschaft Gottlieba Daimlera tworząc spółkę Daimler-Benz produkującą pojazdy pod wspólną marką Mercedes-Benz.

Benz 4HP Victoria 1894
Benz 3 1/2HP Phaeton 1898 Allgemeiner Schnauferl Club E.V.
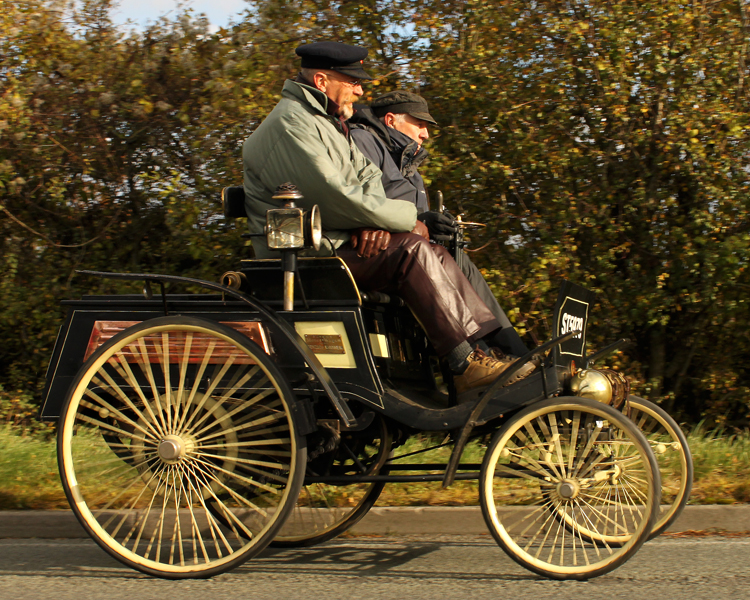
Benz 3 1/2HP Dogcart 1898
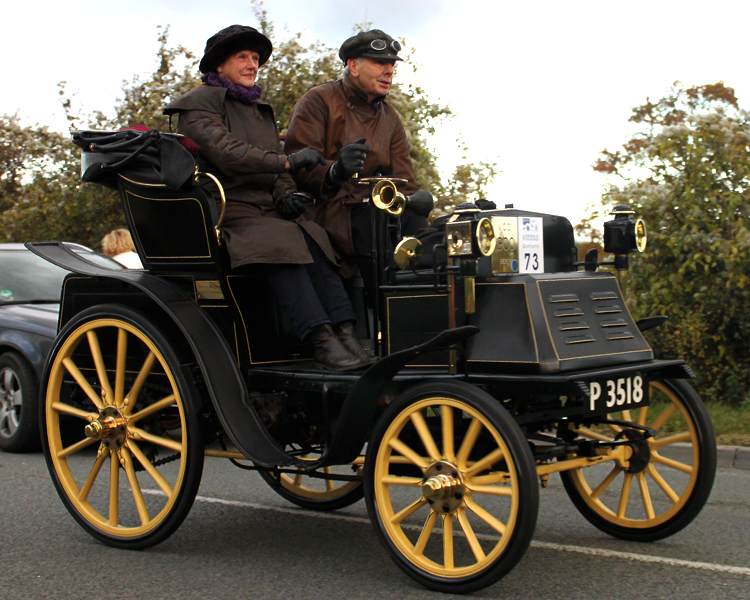
Benz 4 1/2HP Vis-à-vis 1900
Benz 9/10HP Tonneau 1902
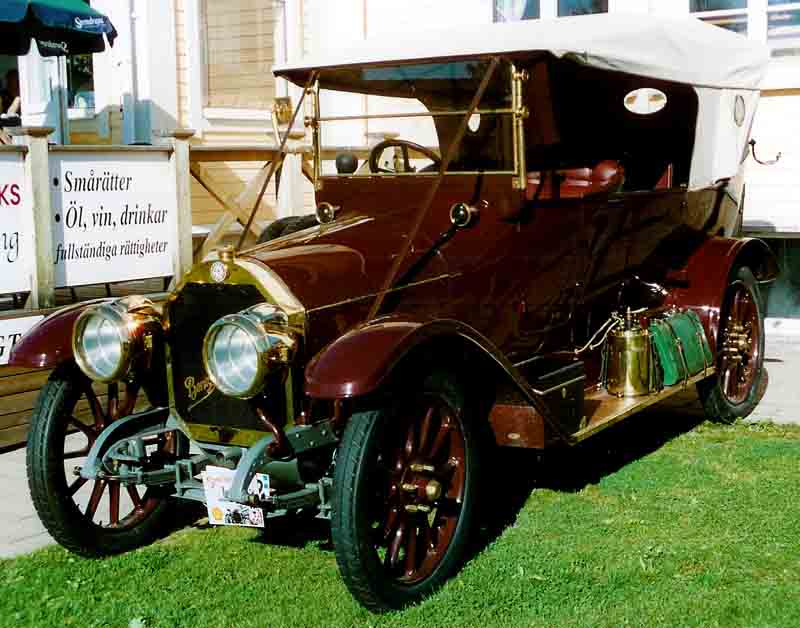
Benz 16/40 PS (1913)